# Hallenweltmeisterschaften im Bogenschießen 1997
Die 4. Hallenweltmeisterschaften im Bogenschießen wurden vom 20. bis 23. März 1997 in Istanbul ausgetragen.

## Ergebnisse

### Recurvebogen
| Disziplin         | Gold                                                  | Silber                                                    | Bronze                                                  |
| ----------------- | ----------------------------------------------------- | --------------------------------------------------------- | ------------------------------------------------------- |
| Männer Einzel     | Chung Jae-hun                                         | Shane Parker                                              | Sébastien Flute                                         |
| Frauen Einzel     | Tetjana Muntjan                                       | Kim Hyeon-ji                                              | Natalia Nasaridze-Çakır                                 |
| Männer Mannschaft | Südkorea Chung Jae-hun Lee Dong-uk Han Seung-hoon     | Schweden Magnus Petersson Göran Bjerendal Per-Johan Spang | Italien Michele Frangilli Filippo Clini Matteo Bisiani  |
| Frauen Mannschaft | Deutschland Cornelia Pfohl Wiebke Nulle Sandra Wagner | Kasachstan Yana Tunyantse Irina Leonova Yelena Plotnikova | Ukraine Lina Herassymenko Switlana Bard Tetjana Muntjan |

### Compoundbogen
| Disziplin         | Gold                                                             | Silber                                                    | Bronze                                                   |
| ----------------- | ---------------------------------------------------------------- | --------------------------------------------------------- | -------------------------------------------------------- |
| Männer Einzel     | Dee Wilde                                                        | Morgan Lundin                                             | Danilo Mioković                                          |
| Frauen Einzel     | Valerie Fabre                                                    | Sylviane Lambelet                                         | Irma Luyting                                             |
| Männer Mannschaft | Schweden Morgan Lundin Henric Nyström Peter Rasmusson            | Dänemark Tom Henriksen Niels Baldur Per Knudsen           | Schweiz Dominique Giroud Simon Frankhauser David Lopez   |
| Frauen Mannschaft | Vereinigte Staaten Theresa Berthold Glenda Penaz Jamie Van Natta | Frankreich Valérie Fabre Michèle Deloraine Sophie Cordier | Schweden Petra Ericsson Ulrika Sjöwall Pernilla Svensson |

## Medaillenspiegel
| Platz  | Land               | Gold | Silber | Bronze | Gesamt |
| ------ | ------------------ | ---- | ------ | ------ | ------ |
| 1      | Vereinigte Staaten | 2    | 1      | –      | 3      |
| 1      | Südkorea           | 2    | 1      | –      | 3      |
| 3      | Schweden           | 1    | 2      | 1      | 4      |
| 4      | Frankreich         | 1    | 1      | 1      | 3      |
| 5      | Ukraine            | 1    | –      | 1      | 2      |
| 6      | Deutschland        | 1    | –      | –      | 1      |
| 7      | Schweiz            | –    | 1      | 1      | 2      |
| 8      | Dänemark           | –    | 1      | –      | 1      |
| 8      | Kasachstan         | –    | 1      | –      | 1      |
| 10     | Italien            | –    | –      | 1      | 1      |
| 10     | BR Jugoslawien     | –    | –      | 1      | 1      |
| 10     | Niederlande        | –    | –      | 1      | 1      |
| 10     | Türkei             | –    | –      | 1      | 1      |
| Gesamt | Gesamt             | 8    | 8      | 8      | 24     |